# Newburgh (Indiana)
Newburgh é uma cidade  localizada no estado americano de Indiana, no Condado de Warrick.

## Demografia
Segundo o censo americano de 2000, a sua população era de 3088 habitantes.
Em 2006, foi estimada uma população de 3329, um aumento de 241 (7.8%).

## Geografia
De acordo com o United States Census Bureau tem uma área de
3,5 km², dos quais 3,5 km² cobertos por terra e 0,0 km² cobertos por água. Newburgh localiza-se a aproximadamente 120 m acima do nível do mar.

## Localidades na vizinhança
O diagrama seguinte representa as localidades num raio de 20 km ao redor de Newburgh.